# Зеленкин, Сергей Александрович
Сергей Александрович Зеленкин (род. 20 мая 1944, Приморский Край) — советский и российский музыкант, скрипач, педагог.
Заслуженный артист РСФСР (1985), Народный артист России (1998).

## Биография
Родился 20 мая 1944 года в Приморском крае, впоследствии переехал к семье в Томск.
С 6 лет Сергей Зеленкин, обучался в музыкальной школе № 1 имени А. Г. Рубинштейна.
Ещё учась в музыкальной школе Сергей Зеленкин уже играл на скрипке, в местном цирке, где с него взимали налог за бездетность.

## Творческая деятельность
В 14 лет поступил в музыкальное училище г. Томска (ныне — музыкальный колледж им. Эдисона Денисова).
С 1961 года является артистом Томской Областной Государственной Филармонии.
Уже к 27 годам (1970) Сергей Зеленкин стал концертмейстером, солистом Томского Академического Симфонического оркестра, кем является и посей день.
Бессменный руководитель и создатель струнного квартета, а также солист концертно-камерного отдела Томской филармонии
Сергей Александрович является так же творческим лидером томского фортепианного трио.
В период с 1990—1993 Сергей Зеленкин являлся концертмейстером Национального Симфонического Оркестра Югославии.

## Концертная деятельность
В 1987 году Зеленкиным был впервые исполнен концерт томского композитора К. Лакина в концертном зале Дома союза композиторов в Москве.
С Томским оркестром, а также оркестром Кузбасса принимал активное участие в зарубежных поездках: Польша, Белоруссия, Германия, Англия, Голландия, Бельгия, Франция, Италия, Испания, Китай.

## Педагогическая деятельность
Долгое время работал в работал в Томском музыкальном училище.
Ныне является доцентом в Институте Искусств при Томском государственном университете.
Подготовил большое количество высокопрофессиональных, которые работают в разных оркестрах России.

## Семья
- Жена Савранская Алла Абрамовна (артистка Томского Академического Симфонического Оркестра)
- Дочь — Савранская Галина Ивановна(артистка Томского Драматического Театра)
- Сын — Зеленкин Илья Сергеевич
- А также внук — Сергей, внучка Анастасия и Александра
- Зять — Наумов Сергей Александрович (доктор медицинских наук, профессор)